# Agnes Bie Grundahl
Agnes Bie Grundahl (1917 - 2004) var en horsensiansk kunstner, politiker og unionspræsident for den danske afdeling af organisationen Soroptimist International.
Her tog hun del i kampen for at styrke kvinders muligheder og livsvilkår. Fra 1962 til 1964 og igen fra 1969 til 1972 var hun præsident for Horsens-afdelingen af Soroptimist.
Fra 1974 til 1976 blev hun så unionspræsident for Soroptimist International Danmark. Hun er i dag æresmedlem af selvsamme organisation.
Agnes Bie Grundahl sad desuden i byrådet i Horsens for partiet Venstre fra 1970 til 1974.

## Liv
Hun er datter af Hildevar Bie og Ellen Bie fra Hatting og er født Agnes Elisabeth Frøik Bie.
Sammen med sin mand Frederik Grundahl (1907-1996) har hun sønnen Tom Bie Grundahl (1946 -) . Hun boede det meste af sit liv i Horsens på Bygholm Parkvej 45 sammen med sin familie i den arkitekttegnede villa tegnet af arkitekt Ove Boldt.
Brylluppet med Frederik Grundahl under Anden Verdenskrig var opsigtsvækkende, da hele 300 gæster deltog, hvorfor Billed-Bladet også lavede en stor fotoreportage fra brylluppet. Festen blev holdt på slægtsgården Bjergagergård ved Hatting på Sønderhåbsvej 12.

## Soroptimist
Fællesskabet og værdierne i den verdensomspændende organisation Soroptimist International lå Agnes Bie Grundahls hjerte nært.
Tanken bag organisationen var og er stadig at styrke og danne kvinder med det formål at forbedre deres liv - uanset forudsætningerne.
Agnes Bie Grundahl markerede sig for alvor i organisationen, da hun sammen med veninden Sara Kristensen tog initiativ til 'Nordiske Dage' i september 1984 - en begivenhed med medlemmer fra fem nordiske lande. Nordiske Dage afholdes stadig den dag i dag.
Dronnning Margrethe 2. er æresmedlem af Soroptimist International Danmark, og Agnes Bie Grundahl og dronningen havde herigennem af og til brevvekslinger.
Hun havde desuden en lyrisk åre og har således skrevet flere sange til Soroptimistklubben, herunder 'Kloder i rummet, måner og stjerner' og 'En tanke fænged'.
Hun efterlod sig således et stort indtryk i organisationen - ikke mindst fordi hun i sin tid som unionspræsident besluttede, at en ledende stilling ikke var en betingelse for medlemskab.

## Kunstnerisk virke
Agnes Bie Grundahl var livet igennem en aktiv kunstner - på såvel amatørplan som på professionelt niveau, idet hun også malede på bestillingsarbejde.
Hun malede og tegnede og udfoldede også sine kunstneriske evner gennem sangtekster og revytekster.
Som maler var blomsterne oftest det foretrukne motiv i hendes malerier.
Gennem tiden underviste hun sammen med manden Frederik Grundahl i kunstmaling på parrets mange malerhold i Horsens og omegn.
Hun har illustreret bogen 'Sommer i England' af den danske forfatter Georg V. Bengsston.
Instagramkanalen @artbygrundahl viser kunstværker af Agnes Bie Grundahls og Frederik Grundahl.